# E album
E Album是日本二人組合近畿小子的第5張專輯。於2001年7月25日由傑尼斯娛樂唱片公司發行。

## 解說
本專輯與上張專輯只相隔短短七個月就推出。過往『C album』與上張專輯『D album』相隔了一年以上的時間才推出，但今年短短前半年時間就已經推出了兩張單曲（『在我背上的翅膀』及『情熱』），撇除單曲精選專輯外，就成為了現時為止與上張同類型作品相距時間最短的一次發行。
在這張專輯之後，與下一張專輯『F album』的發行時間又再次相隔一年以上，繼續這個原創專輯必定相隔一年才推出的不明文規定。而由於從翌年2002年開始成員二人的個人活動（包括音樂以外的活動）又開始活躍起來，使以KinKi Kids名義推出的單曲相隔時間隨之增長。另外，這張專輯的另外一個特色，就是從兩人的獨唱歌曲中，清楚地展現了兩人在各自音樂上的風格特徵。
本專輯是KinKi Kids的眾多作品之中，第一次沒有使用兩位成員的照片作封面的作品。雖然『G Album -24/7-』的通常版封本亦同樣沒有使用兩位成員照片作封面，但若果初回版及通常版封面也一併計算在內的話，本專輯是第一次同時亦成為唯一一次。
而且，自出道以來的專輯都能夠在Oricon的「週間專輯（包含單曲）銷量榜」上新上榜即奪第一位的紀錄，自本專輯起中斷。紀錄要待G Album -24/7-推出才得以持續。而單曲方面的紀錄則不受影響，繼續持續。順提一帶，其實在本專輯推出之前，卡拉OK專輯『KinKi KaraoKe Single Selection』也沒有奪取第一位。不過由於嚴格一點來說該專輯不屬於KinKi Kids名義，所以沒被計算在內。
本專輯收錄了『在我背上的翅膀』和『情熱』兩張大熱單曲，不過本專輯收錄的「在我背上的翅膀」為專輯混音版本；而「情熱」則除了單曲原因版本外，還額外多收錄了一個抒情吉他版本。其實像「在我背上的翅膀」一樣作些微混音改動的專輯版本一直也有存在（如『C album』裡的「不要停止的純真」一曲），不過像這次重新混音及重新收錄過的專輯混音版則屬首次。
至於在Oricon銷量榜上的首批銷量比起上張專輯有所回升，但就算是累積銷量都只是少量回升。而作為KinKi的原創專輯來說，本專輯更是最後一張銷量突破50萬張的作品。

## 收錄歌曲
1. LOVESICK
  - 作曲：Face 2 fAKE
  - 作詞：戶澤暢美
  - 編曲：Face 2 fAKE
2. 在我背上的翅膀（E Edit）（ボクの背中には羽根がある (E Edit)）
  - ※堂本剛參與演出的日本電視台連續劇『向井荒太的動物日記～愛犬羅斯蘭蒂的災難～』主題曲。第11張單曲。
  - 作曲：織田哲郎
  - 作詞：松本　隆
  - 編曲：家原正樹
3. No Control
  - 作曲：長岡成貢
  - 作詞：牧穗繪美
  - 編曲：長岡成貢
4. 百年之戀（百年ノ恋）
  - ※堂本剛自己作曲作詞的獨唱作品。
  - 作曲：堂本　剛
  - 作詞：堂本　剛
  - 編曲：知野芳彥
5. Father
  - 作曲：奧居　香
  - 作詞：篠崎隆一
  - 編曲：林部直樹
  - 和音編排：松下　誠
6. 揮手再見（手を振ってさよなら）
  - 作曲：Ooyagi Hiroo
  - 作詞：Ooyagi Hiroo
  - 編曲：Ooyagi Hiroo
  - 弦樂編排：村山達哉
7. Broken冰箱（Broken冷蔵庫）
  - 作曲：宮崎　步
  - 作詞：戶澤暢美
  - 編曲：CHOKKAKU
  - 和音編排：岩田雅之
8. 情熱
  - ※堂本光一參與演出的富士電視台連續劇『Rookie!』主題曲。第12張單曲。
  - 作曲：Boris Dudevic
  - 作詞：Satomi
  - 編曲：松本良喜
9. Love U4 Good
  - 作曲：松本良喜
  - 作詞：double S
  - 編曲：安部　潤
  - 和音編排：知野芳彥
10. -so young blues-
  - ※堂本光一自己作曲的獨唱作品。
  - 作曲：堂本光一
  - 作詞：松岡　充
  - 編曲：鈴木雅也
  - 和音編排：知野芳彥
11. HONEY RIDER
  - 作曲：原　一博
  - 作詞：相田　毅
  - 編曲：原　一博
12. 月光
  - 作曲：飯田建彥
  - 作詞：淺田信一
  - 編曲：ha-j
13. 情熱（抒情吉他版）（情熱 (Acoustic Version)）
  - 作曲：Boris Dudevic
  - 作詞：Satomi
  - 編曲：吉田　建